# Горелецкий сельсовет
Горелецкий сельсовет — упразднённая административная единица на территории Пуховичского района Минской области Республики Беларусь.

## История
В 2006 году населённые пункты включены в состав Новосёлковского сельсовета. 

## Состав
Горелецкий сельсовет включал 7 населённых пунктов:
- Горелец — деревня.
- Липники — деревня.
- Липск — деревня.
- Песчанка — деревня.
- Птичанская — деревня.
- Ржище — деревня.
- Янка Купала — посёлок.